# Space Jam: Nova legenda (2021.)
Space Jam: Nova legenda (engl. Space Jam: A New Legacy) (poznat i kao Space Jam 2) je američki živo-akcijski/animirani sportski komični film iz 2021. u režiji Malcolma D. Leeja. Film se u kinima u Hrvatskoj počeo prikazivati 15. srpnja 2021.

## Sinkronizacija

### Glasove posudili
- LeBron James - Slavko Sobin
- Al G. Ritam - Mario Petreković
- Dominic "Domi" James - Božo Kelava
- Zekoslav Mrkva - Ronald Žlabur
- Lola Mrkva - Franka Batelić
- Patak Dodo - Dražen Bratulić
- Ernie Johnson - Slavko Cvitković
- Kamiyah James - Nancy Abdel Sakhi
- Svinjko Šunkić - Ranko Tihomirović
- Malik - Marko Cindrić
- Darius James - Marko Ožbolt
- Lil Rel Howery - Vlatko Štampar
- Kronos - Dino Rađa
- Bijela Mamba - Viktorija Rađa
- Čiči - Sanja Hrenar
- Bakica - Slavica Knežević
- Kršni Jura - Ervin Baučić
- Obrva - Domagoj Janković
- Paukanika - Željka Veverec
- Galamiti Sem - Dušan Gojić
- Mačak Silvestar - Zoran Gogić
- Trener C - Marko Juraga
- Brzi Gonzales - Karlo Mrkša
- Elmer Jad - Marko Torjanac

### Ostali glasovi
- Ivana Bakarić
- Ivan Đuričić
- Zoran Pribičević
- Roko Krasovac
- Darin Pavišić
- Zara Penava
- Martina Kapitan Bregović
- Lovro Ivanković
- Daniel Dizdar
- Marinko Sigur
- Sara Madžarić

- Sinkronizacija: Duplicato Media d.o.o.
- Prijevod i prilagodba: Dražen Bratulić
- Redatelj dijaloga: Luka Rukavina